# Recurvidris browni
Recurvidris browni är en myrart som beskrevs av Bolton 1992. Recurvidris browni ingår i släktet Recurvidris och familjen myror. Inga underarter finns listade i Catalogue of Life.

## Bildgalleri

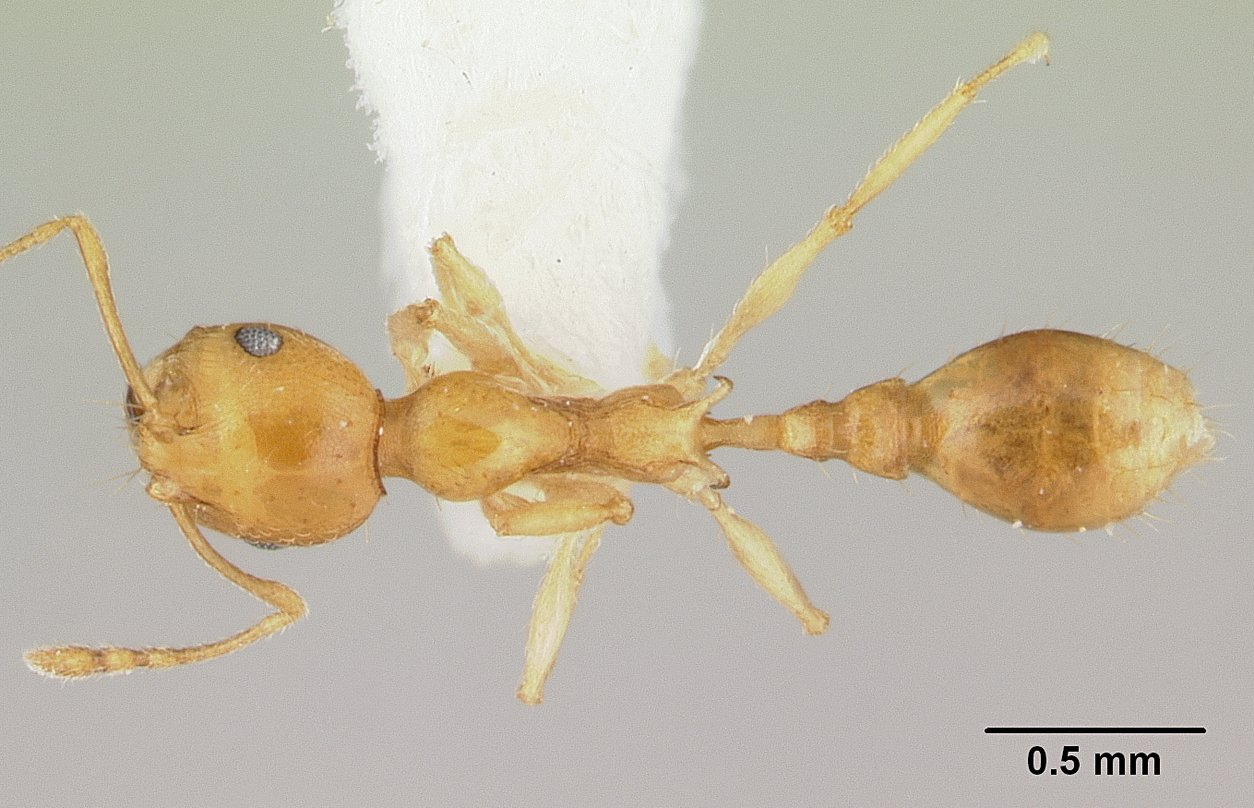
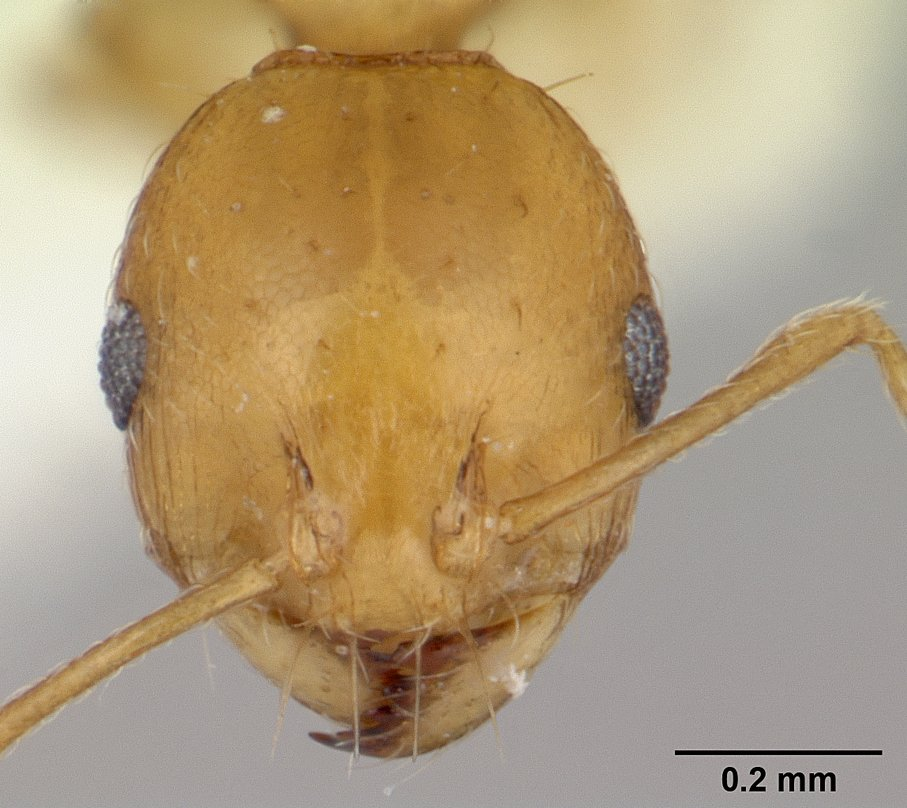
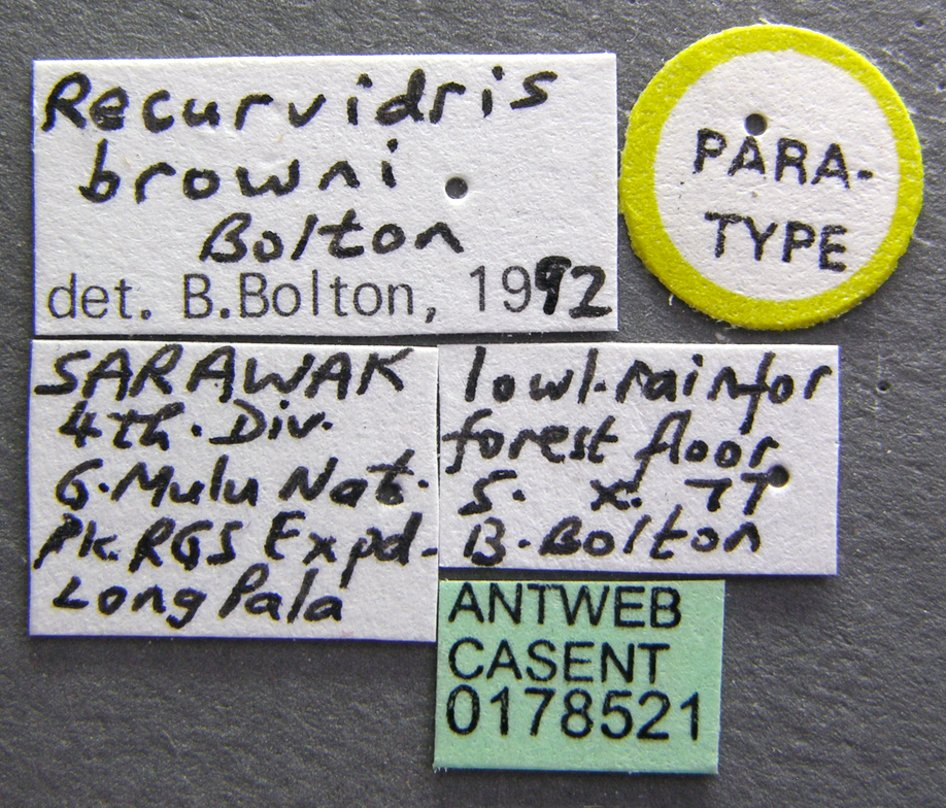
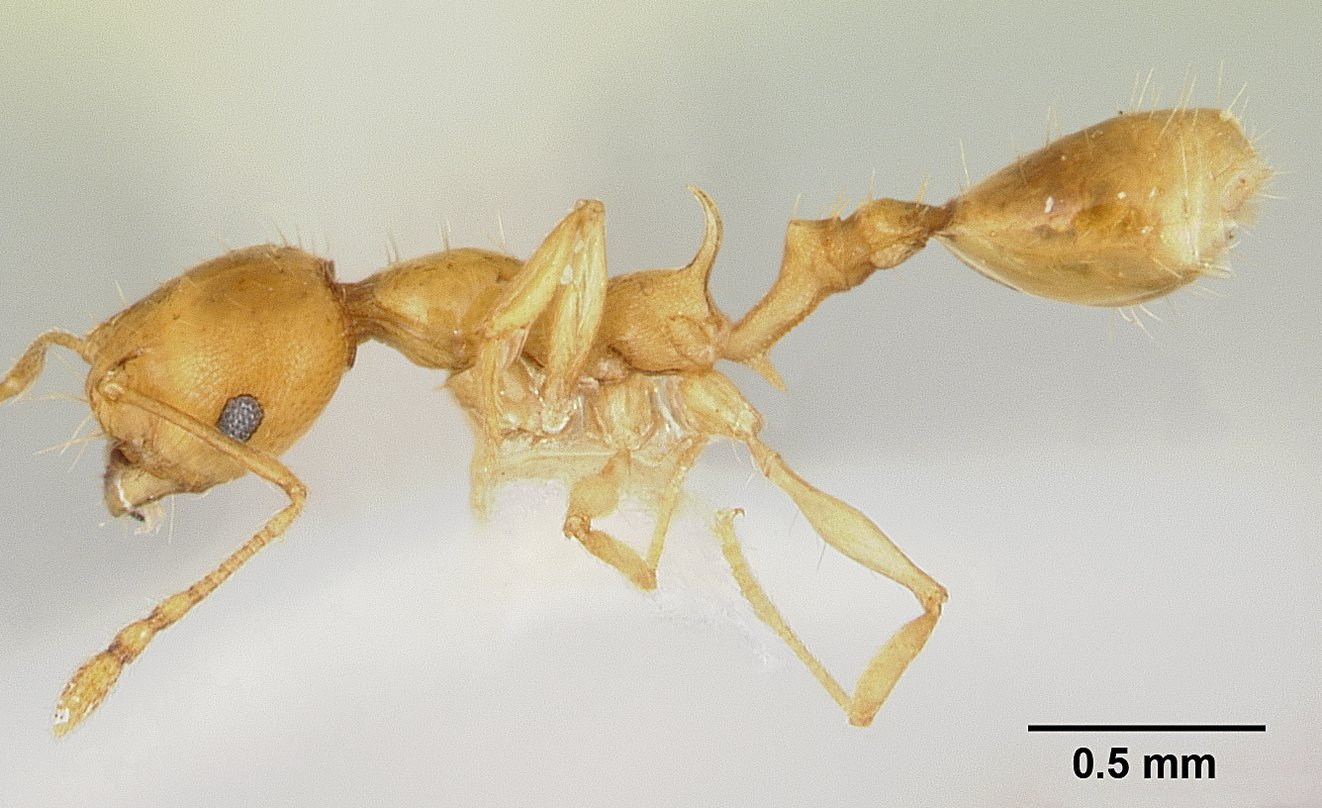